# عملیات قتل
عملیات قتل (انگلیسی: Operation Murder) یک فیلم در سبک جنایی به کارگردانی ارنست موریس است که در سال ۱۹۵۷ منتشر شد. از بازیگران آن می‌توان به تام کانوی اشاره کرد.